# 魏敬华
魏敬华（1958年4月—），中华人民共和国外交官，曾任中华人民共和国驻塞尔维亚共和国、保加利亚共和国、阿塞拜疆共和国特命全权大使。

## 荣誉
外国勋章奖章
- 二级塞尔维亚国旗勋章（塞尔维亚，2013年4月18日于北京颁发[2]）
- 一级老山勋章（保加利亚，2016年4月13日于索菲亚总统府颁发[3]）